# Alfonso S. Suárez
Alfonso S. Suárez (Gijón, 5 de novembre de 1977) és un guionista, director i productor audiovisual d'Espanya.

## Trajectòria
És realitzador d'espots per a cinema i televisió així com de videoclips i documentals. Ha estat director de programació i de continguts televisius i professor de publicitat i direcció cinematogràfica. Professor de guió de documental a l'Escola de Periodisme d'El País. Guest speaker a la Nova York Film Academy (NYFA) i a UConn (Universitat de Connecticut).
Ha produït i dirigit llargmetratges documentals com a Voces en Imágenes (estrenado a la Seminci de Valladolid) i ha estat jurat del Premi Nacional de Cinematografia que concedeix el Ministeri de Cultura i del Premi Iberoamericà SGAE Julio Alejandro
La seva obra ha estat present al Lincoln Center de Nova Yorki a festivals com Sitges, Sant Sebastià o Màlaga. Amb els seus treballs ha obtingut més de quaranta premis nacionals i internacionals, entre ells el premi a la Millor Obra en el Fantastic Film Festival de Manchester.
Com a artista multimèdia ha realitzat entre altres l'audiovisual "Keres" rodat en el Centre Niemeyer de Astúries (localitzat en Avilés) i exhibit al Museu de la Cinemateca de Belgrad així com en nombrosos festivals: Openeyes (Alemanya), Experimental International Film Festival (Austràlia), The People´s Film Festival (Nova York) i el London International Festival of Science Fiction and Fantastic Film.
En el terreny musical el seu últim treball ha estat el videoclip Pa´ llegar a tu lado d'Enrique Bunbury.
Director i productor del llargmetratge "Writing Heads: hablan los guionistas", primer documental realitzat a Espanya sobre el món del guió.
Com a fotògraf ha estat finalista del Premi Man Ray i va ser un dels seleccionats en Descobriments PhotoEspaña 2016.
Ha estat membre de la Junta Directiva del Sindicat Nacional de Guionistes (A.L.M.A.) i del Consell de Cultura de la Comunitat de Madrid.
És el creador de la instal·lación audiovisual "La Caverna de Goya". © Pinturas Negras - MUSEO DEL PRADO